# Гайт (Кент)
Гайт — невелике містечко та цивільна парафія на південному узбережжі англійського графства Кент поблизу Фолкстоуна з приблизно 14 500 жителями (станом на 2011 рік). Місце відоме як член-засновник Асоціації міст Cinque Ports . Назва «Hythe» або «Hithe» походить від англосаксонської мови і означає «місце висадки» або «гавань» (за Hude-Orte).
Сьогодні місто вважається тихим місцем і зоною відпочинку як для британців, так і для туристів. Завдяки підключенню до залізниці Ромні, Гайт і Даймчерч, яка протягом тривалого часу була найменшою загальнодоступною залізницею у світі, а також до регіональних поїздів (станція Сандлінґ), можна легко дістатися до різних міст, таких як Брайтон, Кентербері та далі Лондон. Після закриття гілки Сандґейт Сендлінґ є найближчою станцією стандартної колії.

## Особистості
- Гамо Гайт (бл. 1270–після травня 1357), єпископ Рочестера
- Френсіс Петіт Сміт (1838–1874), винахідник
- Роберт Ґолдсток (1948–2009), письменник